# Phytolaccineae

## Familias
- Phytolaccaceae™ R. Brown, 1818
- Gisekiaceae Nakai, 1942
- Agdestidaceae Nakai, 1942
- Barbeuiaceae Nakai, 1942
- Achatocarpaceae Heimerl, 1934 - Achatocarpus
- Petiveriaceae C. Agardh, 1824
- Nyctaginaceae A.L. de Jussieu, 1789
- Aizoaceae Rudolphi, 1830
- Sesuviaceae Horaninow, 1834
- Tetragoniaceae Nakai, 1942
- Stegnospermaceae Nakai, 1942